# Тонік Вільямс-Дарлінг
Тонік Вільямс-Дарлінг (англ. Tonique Williams-Darling; нар. 17 січня 1976) — багамська легкоатлетка, що спеціалізується на спринті, олімпійська чемпіонка 2004 року, чемпіонка світу.

## Кар'єра
| Рік                           | Змагання                      | Місто                         | Місце                         | Дисципліна                    | Примітки                      |
| Представник Багамські Острови | Представник Багамські Острови | Представник Багамські Острови | Представник Багамські Острови | Представник Багамські Острови | Представник Багамські Острови |
| ----------------------------- | ----------------------------- | ----------------------------- | ----------------------------- | ----------------------------- | ----------------------------- |
| 1994                          | Чемпіонат світу серед юніорів | Лісабон, Португалія           | 6 (півфінал)                  | біг на 200 метрів             | 24.45                         |
| 1994                          | Чемпіонат світу серед юніорів | Лісабон, Португалія           | —                             | біг на 400 метрів             | DSQ                           |
| 1994                          | Чемпіонат світу серед юніорів | Лісабон, Португалія           | 6 (забіги)                    | естафета 4×400 метрів         | 3:44.67                       |
| 1997                          | Чемпіонат світу               | Афіни, Греція                 | 4 (чвертьфінал)               | біг на 400 метрів             | 54.23                         |
| 1999                          | Чемпіонат світу в приміщенні  | Маебасі, Японія               | 4 (забіг)                     | біг на 400 метрів             | 54.65                         |
| 1999                          | Чемпіонат світу               | Севілья, Іспанія              | 5 (забіг)                     | біг на 400 метрів             | 52.95                         |
| 2000                          | Олімпійські ігри              | Сідней, Австралія             | 6 (забіги)                    | біг на 400 метрів             | 53.43                         |
| 2003                          | Чемпіонат світу в приміщенні  | Бірмінгем, Велика Британія    | —                             | біг на 400 метрів             | DSQ                           |
| 2003                          | Чемпіонат світу               | Париж, Франція                | 5                             | біг на 400 метрів             | 50.38                         |
| 2004                          | Чемпіонат світу в приміщенні  | Будапешт, Угорщина            | 3                             | біг на 400 метрів             | 50.87                         |
| 2004                          | Олімпійські ігри              | Афіни, Греція                 | 1                             | біг на 400 метрів             | 49.41                         |
| 2005                          | Чемпіонат світу               | Гельсінкі, Фінляндія          | 1                             | біг на 400 метрів             | 49.55                         |